# Phosphoroxidfluorid
Phosphoroxidfluorid ist eine anorganische chemische Verbindung des Phosphors aus der Gruppe der Fluoride.

## Gewinnung und Darstellung
Phosphoroxidfluorid kann durch Reaktion von Phosphoroxychlorid mit Fluorwasserstoff bei 65 °C und Antimon(V)-chlorid als Katalysator gewonnen werden.
{\displaystyle \mathrm {POCl_{3}+3\ HF\longrightarrow POF_{3}+3\ HCl} }
Als Fluorierungsmittel können auch Zink(II)-fluorid, Blei(II)-fluorid oder Silber(I)-fluorid verwendet werden.

## Eigenschaften
Phosphoroxidfluorid ist ein farbloses, stechend riechendes Gas, das an der Luft nur schwach raucht. Seine kritische Temperatur liegt bei 73,3 °C und der kritische Druck bei 43 bar. Es greift Glas an.
Beim Brand von Lithium-Ionen-Akkumulatoren kann Phosphoroxidfluorid in gefährlichen Mengen durch thermische Zersetzung des in den Batteriezellen enthaltenen Lithiumhexafluorophosphats entstehen. Das hochreaktive Phosphoroxidfluorid reagiert mit Wasser oder biologischem Material schnell zu Fluorwasserstoff, welches es an Toxizität vermutlich noch übertrifft.